# Point Growth
Point Growth (également intitulée Point Croissance ou Les Totems poétiques) est une œuvre de Lim Dong-lak. C'est l'une des œuvres d'art de la Défense, en France.

## Description
L'œuvre est située au pied de la tour Opus 12.
Elle représente une plante dans une boule en métal. Elle fut érigée par Lim Dong-Lak en 2006.

## Historique
L'œuvre est créée en 1999 et installée en 2006.